# 安东尼奥·克拉斯特耶夫
安东尼奥·克拉斯特耶夫（1961年10月10日—2020年7月9日），保加利亚前超重量级举重运动员，两次世界举重锦标赛冠军和两次欧洲举重锦标赛冠军得主，是1980年代世界上最出色的超重量级举重运动员之一。

## 职业生涯
1985年，在瑞典南泰利耶举行的世界举重锦标赛中，克拉斯特耶夫首次夺取了110公斤以上级的世界冠军头衔。一年后在保加利亚首都索菲亚，本土作战的克拉斯特耶夫蝉联了该项目的冠军。
1987年9月13日，克拉斯特耶夫在德国欧斯特劳举办的一场举重比赛中创造出了216公斤的抓举世界最好成绩，使他成为了举重史上抓举世界纪录的保持者，这一纪录至今无人能超越。据说那一年间，克拉斯特耶夫在训练中曾抓举起了远超世界纪录的222.5公斤。尽管由于调整举重级别导致这一纪录未被长期视为官方认定的世界纪录。
由于保加利亚抵制1984年洛杉矶奥运会，使得克拉斯特耶夫错过了此届奥运会。在1988年汉城奥运会上，两名保加利亚举重金牌得主被查出服用了兴奋剂，成为该届奥运会上最为臭名昭著的事件，最终致使保加利亚举重队集体中途退赛，这也使得在兴奋剂事件爆发后的第二天即将开始比赛的克拉斯特耶夫失去了近在咫尺的奥运会参赛机会，导致处于职业生涯巅峰时期的克拉斯特耶夫连续错过了两届奥运会，遗憾的在其职业生涯中失去了参加奥运会的重要经历。
汉城奥运会后，克拉斯特耶夫逐渐淡出了职业举坛。1990年12月，他参加了在荷兰海牙举行的IDF世界力量举锦标赛125公斤以上级的比赛，在深蹲中举起了390公斤的重量，但在试举210公斤卧推时失败，也放弃了最后的提举。

## 世界纪录
克拉斯特耶夫曾五次打破举重世界记录。
- 1986年11月15日 抓举 - 212.5公斤  超重量级 保加利亚索菲亚
- 1986年11月15日 抓举 - 215公斤  超重量级 保加利亚索菲亚
- 1987年5月9日 抓举 - 215.5公斤  超重量级 法国兰斯
- 1987年5月9日 总成绩 - 467.5公斤  超重量级 法国兰斯
- 1987年9月13日 抓举 - 216公斤  超重量级 捷克奧斯特拉瓦[2]